# Kozani
Kozani (grec: Κοζάνη) és la capital de la unitat perifèrica de Kozani i de la perifèria de Macedònia Occidental, situada al nord de Grècia. La ciutat està situada entre les muntanyes de Bermio, Burino i Pieria, i a una distància d'aproximadament 15 km del llac Polyfytos, a 710 metres d'altitud sobre el nivell del mar. Respecte a les grans ciutats del país, es troba a 120 km de Tessalònica i a 470 km de la capital, Atenes. La seva població és actualment de l'entorn de 50.000 habitants.

## Història

### Antiguitat
Nombroses antiguitats anteriors a l'Imperi Romà d'Orient han estat trobades a la regió de Kozani, demostrant l'existència d'assentaments a la zona molt abans de la fundació de la ciutat. Així, a la part oriental de Kozani s'han trobat restes d'una necròpoli de l'Edat de ferro. Durant el regnat de Filip II de Macedònia, la regió va rebre el nom d'Elimea, i formà part de l'Alta Macedònia. A més, al sud-oest de la ciutat moderna, sobre el turó de Siopoto, s'han trobat restes d'un assentament anomenat Kalyvia, datat entre els anys 1100 i 1300.

### Període otomà
Kozani va ser fundada probablement per cristians que, després de la conquesta otomana de les planes de Macedònia, van fugir a les muntanyes durant els segles xiv i xv. La seva posició segura va atraure altres cristians procedents de l'Epir, l'any 1392, i d'altres regions pròximes.
La primera aparició de la ciutat als registres es dona l'any 1528. Un document otomà recull una població de 91 famílies, 23 solters i 15 separats. Un dels principals colonitzadors fou el sacerdot Ioannis Trantas, qui va ajudar a la instal·lació de gairebé 100 famílies. El seu fill, Charisios Trantas, negocià per obtenir el favor del Sultà el 1664. El firman signat va situar a Kozani sota la protecció de la mare del Sultà, alhora que li donava força privilegis i prohibí l'assentament de turcs a la ciutat.
El mateix 1664 es va construir l'església d'Hàgios Nikolaos. Quatre anys més tard, el 1668 es van fundar l'escola i la biblioteca Kovedarios de Kozani. A partir de llavors, i durant tota la resta del segle xvii i xviii, la ciutat va prosperar amb unes relacions comercials creixents amb l'Europa central. Fruit d'aquest creixement econòmic, la població de la ciutat va augmentar, tot i que sempre va mantenir la seva identitat grega.
Aquest creixement es va veure trencat però, l'any 1770, a causa del conflicte que sorgí entre els habitants de la ciutat i els comerciants que viatjaven arreu d'Europa. El mateix any, a més, la ciutat va patir el pillatge dels soldats turcs. Una segona incursió, liderada per Aslan Bei, es va produir el 1830 i va arrasar completament la ciutat. Segons el cens de 1904, a Kozani hi residien llavors 12.000 grecs i 350 valacs.

### Guerres balcàniques
Els soldats de l'exèrcit grec van entrar a Kozani l'11 d'octubre de 1912, després d'haver vençut als turcs en la batalla de Sarantaporo, durant la Primera Guerra Balcànica. En aquell moment, la ciutat estava habitada per 12.000 grecs ortodoxos. Anys després, el 1923, durant l'intercanvi de població entre Grècia i Turquia, aproximadament 1.400 famílies gregues de la Regió del Pont i Àsia Menor es van instal·lar a la ciutat. Des de llavors, Kozani ha esdevingut el principal centre comercial i cultural de Macedònia Occidental.

### Darrers anys
A les 11:45 h del 13 de maig de 1995 es va produir un terratrèmol de magnitud 6,6 en l'escala de Richter amb epicentre a la mateixa ciutat. El moviment sísmic, causat segurament per la ruptura d'una falla d'aproximadament 15 km de longitud, va ser un fet excepcional, en estar situada Kozani sobre una zona que s'havia mantingut en calma durant més de 1.200 anys. Tot i així, el sisme no va causar pèrdues humanes i només es van produir danys mitjans a les construccions.

## Cultura
La principal atracció de Kozani és el rellotge de Sant Nicolau, situat al temple metropolità homònim. A banda d'altres esglésies, cal assenyalar com a edificis destacats les mansions de Georgios Lassanis i G. Vurka, construïdes al segle xix. Alhora, cal assenyalar la Biblioteca Municipal Kovedarios, la segona més gran de Grècia i que acull 70.000 llibres, 388 manuscrits i 315 còdecs.
Pel que fa a les festes, Kozani viu durant tota una setmana al febrer al ritme del seu carnaval. Altres esdeveniments són el Festival de Lassaneia, amb concerts i obres de teatre que es duen a terme a finals d'estiu, així com les festivitats de l'11 d'octubre (alliberament de l'Imperi Otomà) i el 6 de desembre (dia de Sant Nicolau, patró de la ciutat).

### Museus
Entre altres centres, cal destacar a Kozani els següents espais museístics:
- Museu arqueològic de Kozani
- Museu del Folclore
- Museu d'història local
- Cases museu de G. Vourkas i G. Lassanis

### Universitats
La ciutat de Kozani és seu de dues universitats:
- Universitat de Macedònia Occidental, creada l'any 2002.
- Universitat Tècnica de Macedònia Occidental.

## Clima
El clima de la regió de Kozani és clarament continental, amb hiverns freds i secs, que contrasten amb uns estius força calorosos.
| Temperatures i precipitacions mitjanes de Kozani, Grècia | Temperatures i precipitacions mitjanes de Kozani, Grècia | Temperatures i precipitacions mitjanes de Kozani, Grècia | Temperatures i precipitacions mitjanes de Kozani, Grècia | Temperatures i precipitacions mitjanes de Kozani, Grècia | Temperatures i precipitacions mitjanes de Kozani, Grècia | Temperatures i precipitacions mitjanes de Kozani, Grècia | Temperatures i precipitacions mitjanes de Kozani, Grècia | Temperatures i precipitacions mitjanes de Kozani, Grècia | Temperatures i precipitacions mitjanes de Kozani, Grècia | Temperatures i precipitacions mitjanes de Kozani, Grècia | Temperatures i precipitacions mitjanes de Kozani, Grècia | Temperatures i precipitacions mitjanes de Kozani, Grècia | Temperatures i precipitacions mitjanes de Kozani, Grècia |
| Mes                                                      | Gen                                                      | Feb                                                      | Mar                                                      | Abr                                                      | Mai                                                      | Jun                                                      | Jul                                                      | Ago                                                      | Set                                                      | Oct                                                      | Nov                                                      | Des                                                      | Any                                                      |
| -------------------------------------------------------- | -------------------------------------------------------- | -------------------------------------------------------- | -------------------------------------------------------- | -------------------------------------------------------- | -------------------------------------------------------- | -------------------------------------------------------- | -------------------------------------------------------- | -------------------------------------------------------- | -------------------------------------------------------- | -------------------------------------------------------- | -------------------------------------------------------- | -------------------------------------------------------- | -------------------------------------------------------- |
| Mitjana més altes °C (°F)                                | 6 (42.80)                                                | 8 (46.40)                                                | 11 (51.80)                                               | 17 (62.60)                                               | 20 (68.00)                                               | 25 (77.00)                                               | 29 (84.20)                                               | 27 (80.60)                                               | 25 (77.00)                                               | 18 (64.40)                                               | 13 (55.40)                                               | 6 (42.80)                                                | 17 (62,60)                                               |
| Mitjana diària °C (°F)                                   | 2 (35.60)                                                | 4 (39.20)                                                | 6 (42.80)                                                | 11 (51.80)                                               | 15 (59.00)                                               | 19 (66.20)                                               | 22 (71.60)                                               | 21 (69.80)                                               | 19 (66.20)                                               | 13 (55.40)                                               | 8 (46.40)                                                | 3 (37.40)                                                | 12 (53,60)                                               |
| Mitjana més baixes °C (°F)                               | -1 (30.20)                                               | 0 (32.00)                                                | 1 (33.80)                                                | 6 (42.80)                                                | 10 (50.00)                                               | 13 (55.40)                                               | 16 (60.80)                                               | 16 (60.80)                                               | 13 (55.40)                                               | 8 (46.40)                                                | 4 (39.20)                                                | 0 (32.00)                                                | 7 (44,60)                                                |
| Precipitació mm (inches)                                 | 50 (1.97)                                                | 30 (1.18)                                                | 30 (1.18)                                                | 40.1 (1.58)                                              | 59.9 (2.36)                                              | 59.9 (2.36)                                              | 30 (1.18)                                                | 20.1 (0.79)                                              | 20.1 (0.79)                                              | 80 (3.15)                                                | 80 (3.15)                                                | 130 (5.12)                                               | 680 (26,77)                                              |
| Font: Weatherbase.com Agost de 2010                      |                                                          |                                                          |                                                          |                                                          |                                                          |                                                          |                                                          |                                                          |                                                          |                                                          |                                                          |                                                          |                                                          |

## Economia
Històricament, la regió de Kozani ha estat famosa per la producció del safrà macedoni, conegut en grec com a Krokos Kozanis. Actualment però, la ciutat és més coneguda per la producció d'energia elèctrica; així, bona part de la població treballa a indústries lligades a l'electricitat, produïda principalment a partir del carbó. De fet, fins al 80% de l'electricitat consumida a Grècia té el seu origen a la regió de Kozani.
A banda d'aquesta indústria, la ciutat també destaca per la producció de marbre, fruita, vins, productes artesanals i art. També ha estat important en els darrers anys l'activitat bancària, amb nombroses sucursals i entitats financeres.
Cada mes de setembre la ciutat acull l'Exposició Comercial de Kozani. En aquest esdeveniment hi participen nombroses firmes de Grècia i altres països dels Balcans, especialment amb productes locals i d'artesania.

## Personatges il·lustres
- Georg Johannes Karajanis, rebesavi del director d'orquestra Herbert von Karajan
- Evripidis Mpakirtzis, politic
- Anna Diamandopulu, parlamentària grega, formà part de la Comissió Europea dirigida per Romano Prodi

## Ciutats agermanades
- Iaşi, Romania
- Toluca, Mèxic
- Bristol, Estats Units d'Amèrica
- Tărgovište, Bulgària